# Aenigmatopoeus sequax
Aenigmatopoeus sequax är en tvåvingeart som beskrevs av Borgmeier 1963. Aenigmatopoeus sequax ingår i släktet Aenigmatopoeus och familjen puckelflugor. Inga underarter finns listade i Catalogue of Life.